# Sandra Eie
Sandra Moestue Eie (* 14. November 1995 in Oslo) ist eine norwegische Freestyle-Skierin. Sie ist weitgehend auf die Freeski-Disziplinen Big Air und Slopestyle spezialisiert. Bei den Weltmeisterschaften 2023 gewann sie die Silbermedaille im Big Air.

## Biografie
Sandra Eie nahm im Alter von 18 Jahren in Chiesa in Valmalenco erstmals an Juniorenweltmeisterschaften teil und verpasste als Vierte im Slopestyle nur knapp einen Medaillengewinn. Nach guten FIS-Ergebnissen gewann sie bei ihrer zweiten JWM-Teilnahme 2015 die Slopestyle-Silbermedaille. Zwei Jahre später kürte sie sich in Geilo und Wyller zur zweifachen norwegischen Staatsmeisterin in den Disziplinen Big Air und Halfpipe. Im folgenden Dezember startete sie in Kaprun erstmals im Europacup und gewann auf Anhieb beide Slopestyle-Austragungen.
Am 23. Dezember 2017 gab Eie im Slopestyle von Font-Romeu ihr Debüt im Freestyle-Skiing-Weltcup. Nur vier Wochen später zog sie sich in den USA eine Kreuzbandverletzung zu und konnte über ein Jahr lang nicht an Wettkämpfen teilnehmen. Beim Comeback im Rahmen der norwegischen Meisterschaften gewann sie zwei Medaillen. Im Januar 2020 gelangen Sandra Eie ihre ersten drei Weltcup-Platzierungen unter den besten zehn, in Mammoth Mountain blieb sie als Vierter nur knapp hinter den Podestplätzen zurück. Bei ihren ersten Weltmeisterschaften in Aspen belegte sie die Ränge fünf und acht im Big Air und im Slopestyle. Im Jahr darauf kam sie bei den Olympischen Spielen von Peking nicht über die Ränge zwölf und 19 hinaus. Beim nächsten Big-Air-Saisonauftakt in Chur schaffte sie als Zweite hinter Tess Ledeux ihren ersten Weltcup-Podestplatz. Auch bei den Weltmeisterschaften in Bakuriani gewann sie hinter Ledeux die Silbermedaille im Big Air und feierte damit den größten Erfolg ihrer Karriere.

## Erfolge

### Olympische Spiele
- Peking 2022: 12. Big Air, 19. Slopestyle

### Weltmeisterschaften
- Aspen 2021: 5. Big Air, 8. Slopestyle
- Bakuriani 2023: 2. Big Air, 7. Slopestyle

### Weltcup
- 16 Platzierungen unter den besten zehn, davon 1 Podestplatz

### Weltcupwertungen
| Saison  | Gesamt | Gesamt | Slopestyle | Slopestyle | Big Air | Big Air | Park & Pipe | Park & Pipe |
| Saison  | Platz  | Punkte | Platz      | Punkte     | Platz   | Punkte  | Platz       | Punkte      |
| ------- | ------ | ------ | ---------- | ---------- | ------- | ------- | ----------- | ----------- |
| 2017/18 | 170.   | 3,86   | 36.        | 27         | –       | –       | –           | –           |
| 2018/19 | 143.   | 2,8    | 35.        | 14         | –       | –       | –           | –           |
| 2019/20 | 52.    | 24,2   | 7.         | 121        | 13.     | 55      | –           | –           |
| 2020/21 | –      | –      | 32.        | 12         | 15.     | 16      | 40.         | 28          |
| 2021/22 | –      | –      | 19.        | 66         | 7.      | 77      | 13.         | 143         |
| 2022/23 | –      | –      | 7.         | 158        | 4.      | 112     | 7.          | 270         |
| 2023/24 | –      | –      | 26.        | 29         | 4.      | 160     | 16.         | 189         |

### Europacup
- 2 Siege:

| Datum             | Ort    | Land       | Disziplin  |
| ----------------- | ------ | ---------- | ---------- |
| 16. Dezember 2017 | Kaprun | Österreich | Slopestyle |
| 17. Dezember 2017 | Kaprun | Österreich | Slopestyle |

### Juniorenweltmeisterschaften
- Chiesa in Valmalenco 2014: 4. Slopestyle
- Chiesa in Valmalenco 2015: 2. Slopestyle

### Weitere Erfolge
- 2 norwegische Meistertitel (Big Air und Halfpipe 2017)
- 3 Siege in FIS-Wettkämpfen